# Жан-Мари Клинкенберг
Жан-Мари Клинкенберг (на френски: Jean-Marie Klinkenberg) е белгийски езиковед и семиотик, професор в Лиежкия университет. Член на междудисциплинната Група µ.

## Биография
Жан-Мари Клинкенберг е роден на 8 октомври 1944 г. във Вервие (Източна Белгия). Магистърска (1967) и докторска (1971) степен по романска филология получава в Лиежкия университет, където след това става преподавател по езикознание с акцент върху риториката и семиотиката. Преподава и франкофонска литература (в частност белгийска и квебекска).
Гостуващ професор в университетите в Урбино (1971 – 1972), Аахен (1974), Монреал (1976 – 1977), Рабат (1985 – 1986), Тел Авив (1996 – 1997), Мексико (1998 – 1999), Пуебла (2004 – 2005), Лима (2005 – 2006) и Лион (2007 – 2008).
Научната му дейност има 2 фокуса: семиотиката и френскоговорещите култури. В първата област оставя запазения си знак в края на 1960-те, съживявайки полето на реториката като член на интердисциплинарния екип, известен като Група μ. Групата е жива и днес, макар да е пренасочила семиотиката в социологическа и когнитивистка посока. Неговите съчинения по семиотика и реторика са преведени на 15 или повече езика.
Във втората област на интересите му модернизира изследванията по изкуствознание в Белгия, като ги насочва към по общото изследване на франкофонските култури. Клинкенберг е основател и първи ръководител на белгийския Център за изследване на франкофонските литератури (на френски: Centre d’Études des Lettres Francophones).
Дълги години е бил представител на Белгия в Международната асоциация по семиотика и Президент е на Международната асоциация за визуална семиотика (на английски: International Association for visual semiotics).
Член е на Кралската академия на Белгия (на френски: Académie royale de Belgique) и председател на Висшия съвет по въпросите на френския език в Белгия.

## Признание
Почетен доктор на Университета „Лучан Блага“ в Сибиу, Румъния (2007), Университета на Мец, Франция (2010) и Университета на Монктон (Канада) (2014).